# Mystacides elongatus
Mystacides elongatus är en nattsländeart som beskrevs av Yamamoto och Ross 1966. Mystacides elongatus ingår i släktet Mystacides och familjen långhornssländor. Inga underarter finns listade i Catalogue of Life.